# Jacques Neve
Jacques Neve (Sint-Niklaas, 22 februari 1942 – Sint-Niklaas 28 maart 2023) was een Belgisch beeldend kunstenaar uit het Waasland.
In zijn jeugd ging hij naar de Broederschool te Sint-Niklaas. In 1956 volgt hij les aan de Academie van Antwerpen en Sint-Niklaas. Vanaf leerjaar 1958-1959 koos hij definitief voor de vrije kunsten en eindigde in 1965 zijn studie aan het Hoger Instituut te Antwerpen. In 1968 wordt hij leraar schilderkunst aan de Stedelijke Academie van Sint-Niklaas (SASK) waar hij les gaf aan o.a. Thérèse van Ravels, Marc Wijckers, Marilou van Lierop, Toon Sarens, Stefaan van Biesen.
Sinds 1970 was hij vertegenwoordiger van de kunstenaars en curator van de Koninklijke Wase Kunstkring (KWKK). Na zijn loopbaan coachte hij vele aankomende kunstenaars. Hij was de echtgenoot van kunstenares Paulette Taecke (Heist-aan-Zee, 1952). Als jonge kunstenaar stond hij aan de wieg van het legendarische kunst-jazz café De Muze in Antwerpen. 

## Situering
Jacques Neve was een schilder (gouache), beeldhouwer (assemblages), graficus (zeefdruk) en maker van collages. Hij bracht objecten, divers van aard, samen alsof hij het metafysische in de banaliteit van alledaagse voorwerpen trachtte te verenigen. Assemblages evolueerden tot gepolychromeerde ruimtelijke composities, waar de emotionele geladenheid aan ervaringen leken te zijn gearchiveerd.
Voor hem was de onmogelijkheid om de realiteit weer te geven geen obstakel. Het toevoegen van wat ontbrak, was gestalte geven aan de diepe emotie die het waarnemen van de realiteit bij hem teweegbracht. Esthetiek was de consequentie van zijn vakmanschap en intuïtie. Als kunstenaar weigerde hij pertinent om zich te beperken tot bepaalde onderwerpen, thema’s of technieken. Vanaf 1974 start Neve met een reeks werken in gouache waarin vaak de fundamentele eenzaamheid van de mens als individu de constante leidraad is. Midden de jaren 90 is de roep voor de collage en assemblage groot. Een oeuvre dat hem tot zijn dood zal bezielen.

## Opleiding
- Stedelijke Academie voor Schone Kunsten te Sint-Niklaas
- Stedelijke Academie voor Schone Kunsten te Antwerpen
- Nationaal Hoger Instituut voor Schone Kunsten te Antwerpen
- Laureaat Hoger Instituut in 1966.

## Groepstentoonstellingen
- 1993 Cultureel Centrum Westrand, Dilbeek met Camiel Van Breedam.
- 1994 Galerij ’t Zand Lille met Achiel Pauwels.
- 2001 Galerij De Bewaerschole, Burgh-Haamstede Nederland met Ingrid van de Linde.
- 2001 Stedelijk Museum, Lokeren, "Waarom ik niet werd een postzegelverzamelaar", met Paulette Taecke
- 2003 De Boterhoeve, Berlaer, "Na Mosta", Initiatief Tsjechisch Centrum, met Pavel Besta en Paulette Taecke.
- 2004 Zwischenräume Hamburg Duitsland met o.a. Stefaan van Biesen. Curator: Dagmar Detlefsen.
- 2005 Galerij Het Vijfde Huis, Antwerpen, met Paulette Taecke.
- 2005 VDK bank, Sint-Niklaas, met Paulette Taecke.
- 2008 Nico Verheyden Architectuur, Wilrijk, met Paulette Taecke.
- 2009 Viaz-architecten, Hove, met Paulette Taecke.
- 2009 Galerij Het Vijfde Huis, Antwerpen, met Paulette Taecke.
- 2009 Kunstcentrum Huis Hellemans, Edegem, "Een huis vol vreemde momenten", met Paulette Taecke.

## Individuele tentoonstellingen
- 1967 Galerie de Hornes, Brussel
- De Muze Antwerpen
- 1968 Galerij de Vagant, Antwerpen
- Galerij Venetia Sint-Niklaas

- 1969 Vlaams Prentenkabinet, Genk
- Galerij Huize Geertrui, Lokeren
- 1971 Kunstgalerij Imago, Tielt
- Galerij Waumans, Sint-Niklaas
- 1972 Galerij Waumans, Sint-Niklaas
- 1974 Museum Dhondt-Dhaenens, Deurle
- 1975 Regency Art Center, Antwerpen
- 1976 Galerij Dobbelhoef, Kessel
- Galerij Degryze, Tielt
- 1978 Exlibris Centrum, Sint-Niklaas
- Galerij Van de Vijver, Beveren
- 1982 Galerij Degryze, Tielt
- Galerij G. A., Waasmunster
- 1984 Galerij G. De Buck, Gent
- 1986 Galerij Daymon, Lokeren
- 1988 Cipierage, Sint-Niklaas
- 1989 Galerij Aksent, Tielt
- 1990 Galerij Van de Vijver, Beveren
- Retrospectieve, Academie, Sint-Niklaas
- 1991 Galerij Labyrint, Sint-Niklaas
- 1992 Galerij Van de Vijver, Beveren
- 1993 Nieuwe ruimte J. Neve Sint-Niklaas (sedert 1993 jaarlijks in eigen atelier)
- Galerij Tragt, Antwerpen
- 1994 Galerij ’t Zand, Lille
- 1996 S. D. Works V.E.V., Antwerpen
- District huis, Merksem
- Sint-Bernardusabdij, Hemiksem
- 1997 Galerij Art Forum, Antwerpen
- 1998 Anex Academie, Sint-Niklaas
- 2019 Huize St. Bonaventura, Gent

- International Standard Name Identifier: 0000 0003 9689 1903
- Nederlandse Thesaurus van Auteursnamen: 072115300
- RKD-Nederlands Instituut voor Kunstgeschiedenis: 59248
- Virtual International Authority File: 291921203